# Professor Nicolai en Dr. Beckand
Professor Nicolai & Dr. Beckand was een Nederlands televisieprogramma dat werd uitgezonden op RTL 4. Het is een humoristisch spelprogramma over de wetenschap dat werd gepresenteerd door Ruben Nicolai en Tijl Beckand. Wetenschapper Diederik Jekel was elke aflevering als vaste gast aanwezig om eventuele uitleg bij de uitgevoerde experimenten te geven.

## Format

### Seizoen 1 en 2
Onder leiding van de presentatoren Ruben Nicolai en Tijl Beckand gaan twee teams bestaande uit twee personen de wetenschappelijke strijd met elkaar aan. In het programma doen de presentatoren wetenschappelijke experimenten, deze voeren ze zowel in de studio als op andere buiten locaties uit.
Voordat ze laten zien hoe het experiment afloopt, moeten de twee teams telkens bepalen wat ze verwachten dat er gaat gebeuren of wat voor voorwerp ze nodig hebben om het experiment te laten slagen. Na het invoeren van een antwoord wordt het juiste antwoord getoond door het experiment uit te voeren. Als een van de teams de vraag goed heeft, krijgen ze geld in de pot. Deze pot kunnen ze in de finale winnen.

#### Finale
De finale gaat aan de hand van het ‘zwarte-gaten-spel’, hierbij wordt er van elk team één kandidaat aan een grote magneet gekoppeld die boven een bak slijm hangt. Vervolgens worden er aan beide kandidaten om de beurt een wetenschappelijke vraag gesteld, hebben ze deze vraag goed dan blijven ze hangen maar hebben ze de vraag fout dan gaat een van de vijf magneten los. Bij degene waarbij de vijf magneten los zijn valt in de bak met slijm, het andere team wint het bij elkaar verdiende geldbedrag en gaat door naar de prijzenronde.

#### Prijzenronde
Het winnende team komt in de prijzenronde terecht. In deze prijzenronde moet één kandidaat van het winnende team onder tijdsdruk het spel aan gaan. In het spel moet de kandidaat ervoor zorgen dat het balletje op een baan kan blijven rollen. Om de zoveel meter komt er een obstakel en deze moet de kandidaat weg krijgen. Hoe verder het balletje blijft rollen hoe groter de prijs wordt.

### Seizoen 3
Vanaf seizoen is het format van het programma gedeeltelijk veranderd. Zo zijn het nu geen koppels die meedoen maar bestaat het team echter maar uit één persoon. Bij een goed antwoord mag een kandidaat vloeistof in een druppelaar schenken. Tevens zijn er andere spellen en is de finaleronde met het magnetenspel achterwege gelaten. Er wordt in plaats daarvan een ander finalespel gespeeld. De in de eerste ronde verzamelde vloeistof bepaalt hiervoor de tijd die de winnende kandidaat ter beschikking heeft om de finale te spelen. De winnaar wordt met handen en voeten vastgezet in een apparaat dat hem/haar in alle richtingen draait. Terwijl de winnaar wordt rondgedraaid, moet hij/zij wetenschappelijke vragen beantwoorden voor geld. Een nieuw onderdeel is dat er elke week een of meerdere bekende Nederlanders komen die zelf een proef uit gaan voeren waar de kandidaten een vraag over moeten beantwoorden.

### Gasten (vanaf seizoen 3)
1. StukTV (Giel de Winter en Stefan Jurriens)
2. Jamai Loman
3. Gregory Sedoc
4. Samantha Steenwijk
5. Tygo Gernandt

## Waardering
Het programma werd goed bekeken en kwam ook regelmatig in het nieuws door de experimenten die ze uitvoerden, zoals het experiment waarin presentator Ruben Nicolai zijn hoogtevrees overwon door met een helikopter een vrije val te maken. De kijkcijfers schommelden tussen de 450.000 en 900.000 kijkers. Met uitschieters naar de 1.500.000 kijkers en met een dieptepunt van 323.000 kijkers.